# BackTrack
BackTrack (deutsch etwa Zurückverfolgung) war eine Linux-Distribution zur Überprüfung der Sicherheit einzelner Rechner und gesamter Netzwerke sowie zur forensischen Analyse angegriffener Systeme. Die Distribution konnte von einer Live-CD, einem USB-Stick oder über ein Netzwerk gebootet werden. Mit Veröffentlichung der Nachfolgedistribution Kali Linux im März 2013 wurde BackTrack eingestellt.

## Geschichte
Zu Beginn der Entwicklung existierten zwei voneinander unabhängige Distributionen Auditor Security Collection und Whoppix/Whax. Am 5. Februar 2006 beschlossen die Entwickler, sie zusammenzuführen. Dadurch entstand BackTrack als neue Distribution. Es basiert auf der Linux-Distribution Slackware mit den Slax-Skripts. Dies geschah hauptsächlich deshalb, weil die Modularität von Slax es ermöglicht, Anpassungen durch einen Modulaustausch besonders leicht vorzunehmen.
Mit Version 4 wurde die Entwicklung auf Basis von Debian fortgesetzt. Damit wurde die Skalierbarkeit (Advanced Packaging Tool) größer und eine Aktualisierungsmöglichkeit hergestellt. Somit ist es nun möglich und gewollt, die Distribution zu installieren und kontinuierlich auf dem neuesten Stand zuhalten. Die am 10. Mai 2011 herausgekommene Version 5 basiert nun auf Ubuntu 10.04 LTS.

### BackTrack 2
BackTrack 2 wurde am 6. März 2007 vorgestellt. Es zeichnet sich durch eine Vielzahl von unterstützten Hardwareplattformen aus und beherbergt in 12 Kategorien über 300 Sicherheitstools. Darunter sind populäre Werkzeuge wie Nmap, Ettercap oder Wireshark, aber auch viele unbekannte Programme. Nessus hingegen erhielt aufgrund von Lizenzierungsproblemen keinen Einzug in das System. Als Desktop-GUI kommt KDE zum Einsatz. Kleine Hilfsprogramme ermöglichen die Installation auf der Festplatte sowie auf einem USB-Stick.

### BackTrack 3
Am 14. Dezember 2007 wurde die erste Betaversion von BackTrack 3 veröffentlicht, am 19. Juni 2008 schließlich die Finalversion. Zuvor gab es erste Einblicke in Form eines Video-Teasers. Erstmals steht neben der 700 MB großen CD-Version auch eine gleich große VMWare-Version und eine etwa 800 MB umfassende USB-Stick-Version zum Download. Das System basiert weiterhin auf Slax. Der Linux-Kernel wurde auf die Version 2.6.21.5 aktualisiert. Es soll nun auch möglich sein, vorgenommene Einstellungsänderungen nachträglich auf die CD brennen zu können. Dazu muss die CD als Multisession-CD gebrannt sein. Überdies wurden eine Cluster-Unterstützung für John the Ripper sowie diverse Leistungsverbesserungen eingepflegt.

### BackTrack 4

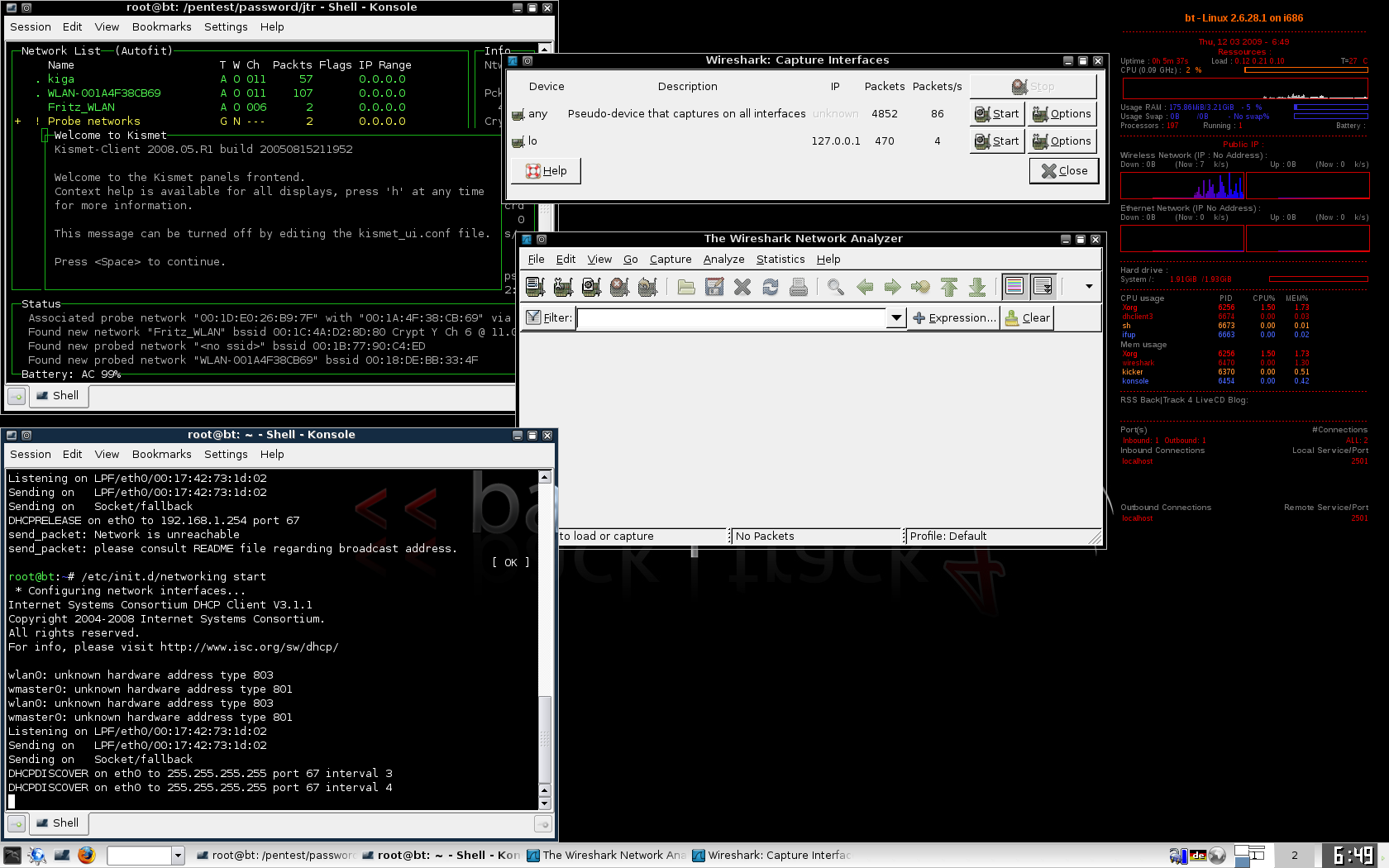
Screenshot der Betaversion von Backtrack 4

Am 11. Februar 2009 wurde die Betaversion von BackTrack 4 veröffentlicht.
Die neue Version setzt nun auf den Debian-Core und Ubuntu-Pakete. Des Weiteren wurde für beiliegende Programme CUDA-Unterstützung eingebaut. Da BackTrack 4 über 1 GByte groß ist, wird es nur noch als DVD-Abbild angeboten.
Am 12. Januar 2010 wurde nach einer sehr langen Testphase die offizielle Version freigegeben. Zeitgleich startete eine neue Webpräsenz, welche sich unabhängig vom Hersteller Remote Exploit präsentiert.
19. November 2010: Backtrack 4 R2 Codename „Nemesis“ veröffentlicht.

### BackTrack 5
Am 10. Mai 2011 wurde BackTrack 5, Codename „revolution“, veröffentlicht. Es basiert auf Ubuntu Lucid mit dem Kernel 2.6.38.
In dieser Version wurde Armitage, eine grafische Oberfläche für Metasploit 3.7.0, hinzugefügt. Des Weiteren wurde ein „Stealth-Modus“ hinzugefügt, mit dem kein Netzwerkverkehr generiert wird.
Der Support von BackTrack 4 wurde mit der Veröffentlichung von BackTrack 5 eingestellt.
Am 18. August 2011 wurde die korrigierte Version Backtrack 5 R1, am 1. März 2012 Version 5 R2 und am 13. August 2012 Version 5 R3 veröffentlicht.

## Programme
Die Distribution beinhaltet eine große Anzahl an Werkzeugen für die unterschiedlichsten Netzwerktests und Schulungen. Hier eine kleine Auflistung der wichtigsten Werkzeuge:
| Name            | Kurzbeschreibung                                                                               |
| --------------- | ---------------------------------------------------------------------------------------------- |
| Kismet          | passiver WLAN-Sniffer zur WLAN-Analyse                                                         |
| Nmap            | Netzwerkscanner zur groben Analyse von Netzwerken (GUI: Zenmap)                                |
| Wireshark       | graphischer Netzwerksniffer                                                                    |
| Ettercap        | Netzwerkmanipulationstool (zum Beispiel für Man-in-the-Middle-Angriff)                         |
| John the Ripper | Programm zum Knacken und Testen von Passwörtern                                                |
| Metasploit      | Framework für das Austesten und Entwickeln von Exploits                                        |
| Aircrack-ng     | Sammlung von Tools, die es ermöglichen, Schwachstellen in WLANs zu analysieren und auszunutzen |
| Nemesis         | Paketfälscher für Netzwerke                                                                    |
| RainbowCrack    | Cracker für LM-Hashes                                                                          |
| …               | …                                                                                              |

## Rechtliches
BackTrack beinhaltet Softwaretools, die zum Teil Sicherheitsvorkehrungen umgehen und die nach Inkrafttreten des sogenannten Hackerparagrafen (§ 202c StGB) in Deutschland als Computerprogramm zum Ausspähen von Daten aufgefasst werden. Somit kann bereits der Besitz oder Vertrieb strafbar sein, sofern die Absicht zur illegalen Nutzung nach § 202a StGB oder § 202b StGB besteht.
Ende 2008 stellte der Chefredakteur von iX gegen sich selbst Strafanzeige wegen des Hackerparagrafen, nachdem er in einem Sonderheft die BackTrack-CD beigelegt hatte. Die Anzeige wurde 2009 von der Staatsanwaltschaft «aus rechtlichen Gründen» abgelehnt.

## Ähnliche Distributionen
Einen ähnlichen Ansatz, die Systemsicherheit eines Rechners sowie ganzer Netzwerke zu prüfen, verfolgen Distributionen wie Parrot OS, PHLAK und Knoppix STD. Auch das BSI hat eine Distribution namens BOSS veröffentlicht.
Es gibt bereits auf BT basierende Ableger wie Damn Vulnerable Linux.

### Reviews
- Koen Vervloesem: BackTrack 5 review – if you’re serious about pentesting don’t leave home without it! In: LinuxUser. 7. Juli 2011, abgerufen am 6. Oktober 2012 (englisch).
- Lorenzo Simionato: Review: BackTrack 2 security live CD. In: linux.com. 24. April 2007, abgerufen am 6. Oktober 2012 (englisch).
- Ken Hess: BackTrack Linux: The Ultimate Hacker's Arsenal. In: admin-magazine.com. Abgerufen am 6. Oktober 2012 (englisch).
- BackTrack 5 R3 review. In: linuxbsdos.com. 17. August 2012, abgerufen am 6. Oktober 2012 (englisch).
- BackTrack 4 – Hacking galore. In: dedoimedo.com. 15. Mai 2009, abgerufen am 6. Oktober 2012 (englisch).
- Joe Barr: Test your environment's security with BackTrack. In: linux.com. 13. Juni 2008, abgerufen am 6. Oktober 2012 (englisch).
- Ryan Linn: Review: Penetration Testing with BackTrack by Offensive Security Part 4. In: ethicalhacker.net. Abgerufen am 6. Oktober 2012 (englisch).
- BackTrack 5 – A Linux Distribution Engineered for Penetration Testing. In: ubuntumanual.org. 22. August 2011, abgerufen am 6. Oktober 2012 (englisch).